# Abandono de la energía nuclear

Estado de la política nuclear actual en el mundo.
Países sin reactores, construyendo su primer reactor.
Países sin reactores, considerando su construcción.
Países en funcionamiento, situación estable.
Países con reactores en funcionamiento y otros en construcción.
Países con reactores en funcionamiento y considerando la construcción de nuevos reactores.
Países con reactores, considerando su cierre.
Países donde la actividad nuclear civil es ilegal.
Sin reactores.

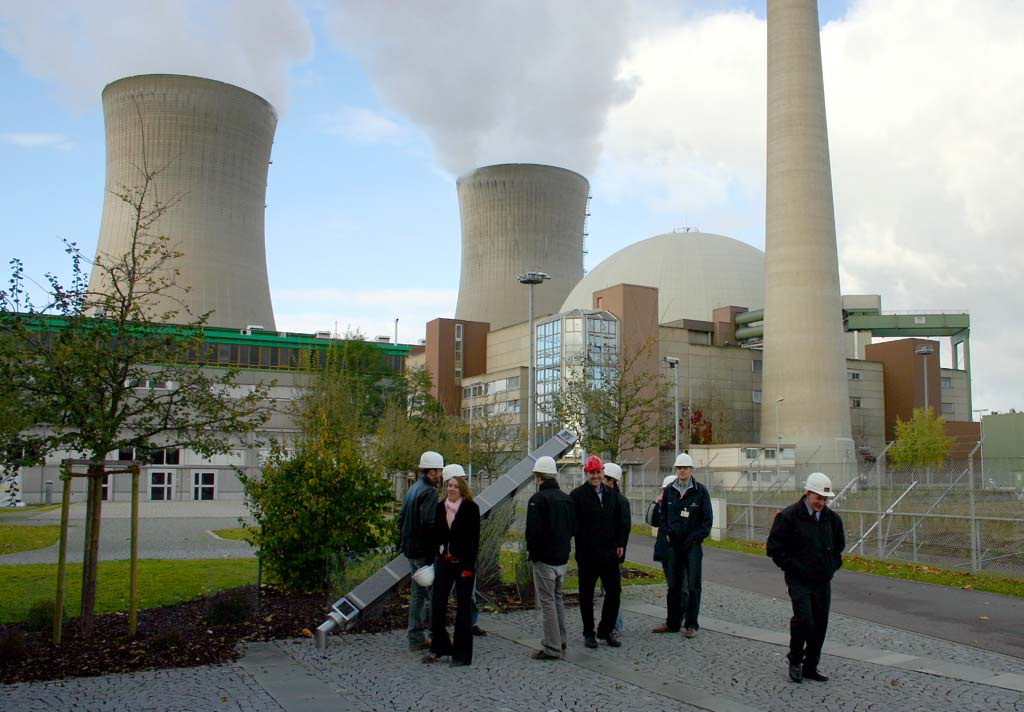
Central nuclear en Grafenrheinfeld, Alemania. Se prevé que todas las plantas nucleares alemanas terminen de operar en 2020.

El abandono de la energía nuclear es una opción política consistente en dejar de usar la energía nuclear para la generación de electricidad. La idea incluye en algunos países el cierre de las centrales nucleares existentes. Suecia fue el primer país donde se propuso (1980), aunque a julio de 2021 las mantiene. Siguieron Italia (1987), Bélgica (1999), Alemania (2000) y Suiza (2011) y se ha discutido en otros países europeos. Austria, Países Bajos, Polonia, y España promulgaron leyes que paralizaron la construcción de nuevos reactores nucleares, aunque en algunos de ellos esta opción se está debatiendo en la actualidad (véase imagen). Nueva Zelanda no utiliza reactores nucleares para la generación de energía desde 1984. Teóricamente el abandono de la energía nuclear debería promover el uso de fuentes de energía renovables (cabe destacar que en la situación de calentamiento global la Agencia Internacional de la Energía, AIE defiende el uso de energía nuclear para compensar la naturaleza variable de las energías renovables) pero en la práctica promueve más el uso de petróleo y carbón.

## Argumentos a favor del abandono

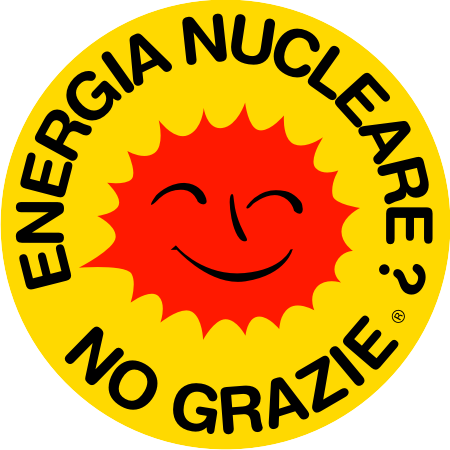
Símbolo tradicional de la oposición a la construcción de centrales nucleares.

### Seguridad

#### Riesgo de accidentes y terrorismo
- Basándose en las estimaciones del Gobierno alemán, (4 °Consumidor de energía nuclear) usando la probabilidad de daño al núcleo que se obtuvo en 1980 en los estudios de seguridad de los reactores alemanes de 2.9*10-5 al año, se puede calcular[1] que el riesgo de una fusión de núcleo en un periodo de 40 años es del 16 % para Europa y de un 40 % a nivel mundial. Para los nuevos diseños de reactores los estudios probabilísticos de seguridad obtienen valores de entre 5*10-7 y 3*10-8.[2] Usando estos valores, la probabilidad de que ocurriera un accidente en una central nuclear que conllevara daño al núcleo en las mismas condiciones que ese estudio sería de un 0.3 % para Europa o de un 0.9 % para el mundo en 40 años. La probabilidad de que ocurrieran dos de estos accidentes en esos 40 años sería de un 0.0005 % para Europa y un 0.004 % para el mundo.
- Con los datos del estudio alemán, la probabilidad de que uno de estos accidentes ocurra en España sería de un 0.005 % como máximo, para una vida útil máxima de 20 años (que es la vida útil que le restaría teóricamente a la más moderna de las centrales nucleares españolas).
- Las consecuencias de un accidente en una central nuclear podrían ser graves. 
  - El accidente de Chernobyl fue el accidente nuclear más grave de la historia. Para conocer el mismo, es recomendable consultar el artículo sobre el accidente, donde se ofrecen datos al respecto de los informes más recientes. Las estimaciones de fallecidos hasta el presente van desde los 41 que estiman instituciones reconocidas y mundiales como el OIEA, la OMS y otros hasta decenas o centenares de miles según otros (Greenpeace, y otros como el TORCH, AIMPGN). Las estimaciones de muertes debidas al accidente (principalmente debido a un incremento en la incidencia del cáncer) varían también en un rango entre las 4000 y las decenas o centenares de miles.
  - El accidente de Fukushima el siguiente hasta el momento en gravedad con implicancias económicas y políticas severas hasta el momento.
- Las centrales nucleares pueden ser objetivo de ataques terroristas:
  - La mayoría de las centrales nucleares fueron construidas en las décadas de 1960 y 1970, y al igual que el World Trade Center, fueron diseñadas para resistir el impacto de los aviones más pequeños. David Kyd, portavoz del OIEA, afirmó literalmente en 2001 que "Si se postula el riesgo de un jumbo cargado de combustible, está claro que el diseño no fue concebido para resistir semejante impacto".[3] Edwin Lyman, Director Científico del Instituto de Control Nuclear de Washington (EE. UU.) señala que «si un avión comercial se estrellase contra una central nuclear, el reactor no explotaría, pero los sistemas de refrigeración podrían resultar destruidos. En tal caso las varillas de combustible nuclear se sobrecalentarían y producirían una explosión de vapor que podría liberar cantidades letales de radiactividad a la atmósfera».[4] Existen informes de experimentos llevados a cabo por el Electric Power Research Institute, en los que se pusieron a prueba estas afirmaciones, llegando a la conclusión de que una contención como las usadas en las centrales nucleares occidentales resistiría el impacto directo de un avión Boeing 767-400.[5][6]
  - El mismo doctor Lyman, también miembro de la Union of Concerned Scientists, explica que "si un equipo de terroristas bien entrenados consiguiera introducirse por la fuerza en una central nuclear, en cuestión de minutos podría causar suficiente daño para causar la fusión del núcleo y un fallo en la estructura de la contención. Semejante ataque tendría consecuencias devastadoras y duraderas en la salud pública, el medio ambiente y la economía".[7] David Lochbaum, de la misma organización, añade que "la Comisión Reguladora Atómica (NRC por sus siglas en inglés) exige a las 103 centrales de los EE.UU. que tengan planes de prevención contra el sabotaje de una única persona dentro de la central. Sin embargo, los secuestros (de los aviones del 11-S) fueron obra de entre 3 y 5 terroristas en cada avión, y las regulaciones de la NRC permiten que cientos de personas se encuentren trabajando en centrales nucleares antes de que sus controles de seguridad hayan sido completados".[4] Estas afirmaciones sin embargo parten del desconocimiento del funcionamiento de una central nuclear comercial, para la que se precisan conocimientos especializados, otorgados solo a un pequeño número de personas anualmente (los operadores de las centrales nucleares)[cita requerida], y un tiempo considerable para lograr la fusión del núcleo[cita requerida]. En España por ejemplo, es imposible que haya cientos de personas trabajando en centrales nucleares antes de que sus controles de seguridad hayan sido completados.[cita requerida] De hecho, antes de poder tener acceso autorizado a una de estas instalaciones como trabajador, la instalación solicita una serie de informaciones de cada sujeto entre la que se encuentra un informe de penales.[8]
- Existe también el peligro de accidentes (o sabotajes) en otras instalaciones relacionadas con el ciclo del combustible nuclear.

- Otro posible riesgo es el transporte por tren de desechos y materiales radiactivos, que suelen atravesar grandes ciudades [cita requerida].[9]

- Además existe la posibilidad del desvío de materiales nucleares para la fabricación de armas atómicas con fines terroristas. Este supuesto solo puede darse en aquellos países en los que se posean instalaciones de reprocesamiento del combustible gastado nuclear, como Francia, Reino Unido, EE. UU., Japón y Rusia o bien instalaciones de enriquecimiento de uranio.

- También algunas sustancias radiactivas procedentes de los residuos podrían ser sustraídas por los terroristas para la fabricación de bombas sucias.

#### Proliferación nuclear
Según los grupos antinucleares, el uso de energía nuclear contribuye a la proliferación de armas nucleares.
Israel, India, Corea del Norte y Sudáfrica iniciaron programas "pacíficos" de energía nuclear con reactores para investigación que posteriormente fueron empleados para hacer armas atómicas, y existe la sospecha (apoyada en el hecho de la negativa a una inspección del OIEA) de que el programa de Irán tenga un objetivo similar.
Un arma nuclear puede construirse a partir de:
- Uranio: exige instalaciones de enriquecimiento de uranio. Según Mohamed ElBaradei, director general del OIEA, "si un país posee instalaciones de enriquecimiento de uranio, en pocos meses podría desarrollar un arma nuclear".[10][11]
- Plutonio: requiere instalaciones de reprocesamiento, una parte del ciclo nuclear que solo se utiliza en países con un nivel muy alto de tecnología nuclear, como Francia o el Reino Unido. El plutonio es una sustancia de propiedades variables, dependiendo de su origen. Existen varios isótopos distintos, incluyendo el Pu-238, Pu-239, Pu-240, y Pu-241, pero no todos son fisibles: solamente el Pu-239 y Pu-241 pueden fisionar en un reactor de agua ligera (como la mayoría de los occidentales), siendo el plutonio-239 el preferido como combustible nuclear y para la producción de armas nucleares, porque tiene una tasa de fisión espontánea relativamente baja, así como una masa crítica baja. El plutonio "útil" (mayoritariamente Pu-239) se divide, en función de su contenido de Pu-240, en grados (súper: 2-3 %; armamento: <7 %; combustible: 7-19 %; reactor: 19 % o superior). El plutonio de "grado de armamento" fue utilizado en la bomba de Nagasaki en 1945 y en muchas otras bombas nucleares. Por otra parte, el plutonio de "grado de reactor" (tal como habitualmente se produce en todos los reactores para energía nuclear comerciales) contiene hasta un 40 % de los isótopos más pesados de plutonio, especialmente Pu-240, debido a que ha permanecido en el reactor por un período relativamente largo. Sin embargo la distinción de grados es un tanto arbitraria: los grados de combustible y de reactor son menos apropiados para construir armas nucleares, pero no inservibles para tal propósito (aunque los resultados son menos predecibles). El Ministerio de Energía de EE. UU. (en inglés: U.S. Department of Energy) ha confirmado que en 1962 su país realizó con éxito una prueba atómica con plutonio de grado de reactor.[12]

### Medio ambiente y salud

#### Residuos radiactivos
- Según los grupos antinucleares no existe una solución satisfactoria a la generación de residuos nucleares por la gran cantidad de contaminación que producen, que permanecen radiactivos durante decenas de miles de años y constituyen el mayor problema de la energía nuclear. Algunos países extraen el plutonio (y otros isótopos útiles) de las barras de combustible en el Centro COGEMA de La Hague (en Francia) o en Sellafield (Reino Unido), que son las únicas plantas de reprocesado existentes en Europa. Ambas plantas vierten cantidades enormes de desechos radiactivos al mar:
  - La planta de Sellafield vierte unos 8 millones de litros de desechos radiactivos cada día en el Mar de Irlanda.[13] Este mar presenta uno de los índices de contaminación radiactiva más altos del planeta.[cita requerida] Los niveles de contaminación en el área alrededor de Sellafield son superiores a los de la zona de exclusión de Chernobyl.[cita requerida] La leucemia infantil es unas diez veces más frecuente en la zona que en el resto del Reino Unido.[14][15] En dos pequeños pueblos del Estrecho de Menai (norte de Gales) se han detectado 43 casos de cáncer infantil, lo que supone 15 veces más que la media británica.[16]
  - El centro de La Hague vierte anualmente cientos de miles de metros cúbicos de desechos radiactivos en el Canal de la Mancha. La contaminación se extiende por el Mar del Norte y se puede medir incluso en el Océano Glacial Ártico. El riesgo de padecer leucemia infantil es en las cercanías del centro tres veces superior a la media de Francia.[17]
- Una de las soluciones existentes técnicamente viables para deshacerse de los residuos radiactivos denominados "de alta actividad" (los únicos que permanecen siendo muy radiactivos más de 300 años) consiste en enterrarlos en almacenamientos geológicos profundos (AGP).

- Existen otras soluciones en desarrollo para eliminar el volumen de residuos de alta actividad que quedaría tras su reprocesado. El más avanzado hasta la fecha es la transmutación.

#### Emisiones de radiactividad

Símbolo de peligro de radiación ionizante.

- En su funcionamiento rutinario, las centrales nucleares emiten material radiactivo al medio ambiente: emisiones gaseosas radiactivas por la chimenea construida al efecto y emisiones líquidas radiactivas al mar, al embalse o al río del que depende para su refrigeración. Las emisiones rutinarias generan niveles muy bajos de dosis[cita requerida], debido a los tratamientos previos a su vertido y a la dilución producida tanto en la atmósfera como en los medios acuáticos. Sin embargo varios estudios indican que esos niveles de dosis podrían ser nocivos para la salud:
  - Estudios de 1999 y 2001 del Instituto de Salud Carlos III detectaron también la existencia de una tasa inesperadamente más alta de cáncer de estómago en personas de ambos sexos en el entorno de la central nuclear de Garoña.[cita requerida] Este incremento, ligado a la proximidad a esta instalación, se produjo en el periodo posterior al inicio de actividad de la central nuclear, tras comparar con la situación anterior a su entrada en funcionamiento.
  - En un estudio del mismo instituto de julio de 2001 se constató que la mortalidad por cáncer de pulmón mostró un mayor incremento en las áreas en el entorno de 30 km en la vecindad de las instalaciones del ciclo del uranio. En el estudio se señala que No aparece un patrón bien definido en la vecindad de las centrales nucleares estudiadas.[18] Este estudio señala la necesidad de estudios más específicos.
  - En julio de 2003 fue publicado en la revista Occupational & Environmental Medicine un estudio epidemiológico realizado por científicos de la Universidad de Alcalá de Henares y el Hospital Universitario de Guadalajara en el cual se concluye que el riesgo de sufrir cáncer se incrementa linealmente con la proximidad a la central nuclear de Trillo, pero no en la proximidad de la central nuclear de Zorita, y que el riesgo de padecer un tumor es un 71 % superior en el entorno más cercano a la primera central nuclear (en un radio de 10 km alrededor de esta) que en el área situada entre 10 y 30 km de distancia a la central.[19]
- Otros estudios sin embargo señalan lo contrario.
  - Así el Committee on Medical Aspects of Radiation on the Environment (COMARE), realizó en 2005 un estudio completo de todas las centrales nucleares en el Reino Unido acerca de la incidencia de cáncer en niños.[20] Su principal conclusión indica que: [Estudiada] la incidencia de cáncer infantil en la vecindad de todas las plantas de producción nuclear en Gran Bretaña [...] no se encuentra evidencia de un incremento en el número de casos en cualquier área de 25km, que pueda incluir tanto la exposición primaria a descargas radiactivas como las secundarias debidas a la resuspensión de materiales.
  - El Instituto Nacional del Cáncer americano obtuvo similares resultados[21] en 1991. Señalando que un estudio realizado por este instituto no muestra un incremento general del riesgo de muerte debido al cáncer para las personas que viven en 107 condados de EE.UU. que contienen o que están adyacentes a 62 instalaciones nucleares.
  - Un estudio del Centro Nacional de Epidemiología (dependiente del Instituto de Salud Carlos III del Ministerio de Sanidad) de 1999 asevera que Ninguna de las plantas registra un exceso en el riesgo de mortalidad inducida por leucemia en ninguna de las áreas circundantes[...] ninguno de los tumores estudiados mostraron evidencia de un incremento en el riesgo. Este estudio se publicó en el número de octubre de la revista Cancer Epidemiology, Biomarkers & Prevention.[22]

#### Emisiones de CO2yefecto invernadero
La energía nuclear puede ayudar a cumplir los acuerdos del Protocolo de Kioto ya que no provoca emisiones de CO2.
Sin embargo sí se emite cierta cantidad de CO2 durante el ciclo de obtención de combustible nuclear y durante la construcción y desmantelamiento de las centrales nucleares. Un estudio del Instituto Öko de Alemania muestra que, teniendo en cuenta el ciclo completo de generación de energía (incluyendo la construcción y desmantelamiento de las centrales eléctricas), la energía nuclear emite unos 34 gramos de CO2 por cada kWh de electricidad producido. Esto es mucho menos de lo que emite una central térmica de carbón (que emite alrededor de 1000 g/kWh). La energía eólica, por ejemplo, emite alrededor de 20 g/kWh, y la hidroeléctrica alrededor de 33 g/kWh. Otros estudios estiman las emisiones de CO2 debidas a la energía nuclear entre 30 y 60 g/kWh.
A nivel mundial, el CO2 emitido en la producción de energía eléctrica no es más que el 9 % del total anual de emisiones de gases de efecto invernadero de origen humano, siendo el transporte el gran productor de estos gases.
Para producir un efecto notable en la reducción de emisiones de CO2 se requeriría construir 2000 nuevos reactores de gran tamaño (1000 MW) en todo el mundo. En EE. UU. serían necesarios entre 300 y 400 nuevos reactores en los próximos 30-50 años, incluyendo los necesarios para reemplazar aquellos que se retiren del servicio durante ese periodo. El uranio no es un recurso renovable y esta opción exigiría consumir las reservas mundiales mucho más rápidamente. Las reservas actuales son suficientes para 50 años de producción de energía nuclear mediante el consumo de uranio 235, al ritmo de consumo actual[cita requerida]; si se reemplazase todo el combustible fósil en la producción de energía eléctrica por energía nuclear, las reservas de uranio se agotarían en tres o cuatro años. Sin embargo existen alternativas nucleares en desarrollo, como el uso del isótopo más abundante del uranio (el 238, unas 1400 veces más abundante que el 235), el torio (su isótopo 232), 20000 veces más abundante o la fusión.[cita requerida]
Además, el agua de mar contiene cantidades de uranio incontables, pero no es rentable utilizarlas hoy en día a comparación del uranio en minas que es muy económico.

### Razones económicas
- Otro argumento aducido es el alto costo de la energía nuclear. Según este argumento la energía nuclear solo ha sido capaz de sobrevivir gracias a los subsidios públicos. El Consejo Mundial para las Energías Renovables estima que la industria nuclear ha recibido alrededor de 1 trillón de dólares (corregidos al valor actual) de dinero público en todo el mundo, mientras que el conjunto de las energías renovables no ha recibido más que unos 50.000 millones de dólares.[31] Hoy en día la generación de electricidad mediante energía nuclear es más cara que la eólica, comparable en precio a la hidroeléctrica y a la cogeneración con madera gasificada, pero más barata que las térmicas que consumen combustibles fósiles (incluidas las de ciclo combinado).[23] No obstante, los costes de las energías renovables están disminuyendo rápidamente gracias al progreso en el incremento de la eficiencia y reducción de costes.[32] El estudio europeo "Externe",[33] dedicado a los costes externos asociados a las tecnologías de producción eléctrica todos los componentes indirectos (llamados externalidades), afirma que solo la energía eólica tiene menores costes externos que la nuclear, y que la energía hidroeléctrica tiene costes menores o mayores, dependiendo del país. El resto de sistemas de producción eléctrica tendría siempre mayores costes externos.
  - El coste de la gestión de los residuos radiactivos en España (que se paga a través de la tarifa eléctrica y por las empresas que precisan sus servicios, ya sean eléctricas, hospitales, laboratorios de investigación, etc[34]), según los cálculos de la Empresa Nacional de Residuos Radiactivos S.A. en su 6.º Plan General de Residuos Radiactivos, será de cerca de 13.800 millones de euros. Este cálculo se extiende hasta el año 2070, y no incluye los costes ni ingresos de años posteriores (la radiotoxicidad de los residuos se mantiene durante decenas de miles de años).
  - En Alemania es el Estado quien paga los costes derivados de los residuos directos (barras de combustible gastadas)[cita requerida], materiales contaminados en las plantas de energía y por la extracción del plutonio y uranio, así como por otros residuos radiactivos, como los generados en hospitales o universidades, y por los costes de almacenaje de estos residuos, puesto que la industria carece de suficientes fondos para hacerlo[cita requerida].
  - Los costes de construcción de las centrales nucleares ha sido tradicionalmente mucho más alto de lo estimado. En EE. UU., un estudio de 75 de sus reactores nucleares muestra que sus costes construcción fueron más del 322 % de lo presupuestado.[35] También en la India, el país con la experiencia más reciente en construcción de reactores nucleares, sus últimas 10 instalaciones han sobrepasado su presupuesto en una media del 300 %.[35] Parte del incremento de los costes de construcción se debe al aumento de tiempo necesario para la misma: de los 66 meses de media requeridos a mediados de los 70 se ha pasado en la práctica a una media de 82 meses (casi 7 años) entre los años 2000 y 2005.[35]
  - El coste de desmantelamiento de las centrales nucleares ha demostrado[36] ser mucho más elevado de lo previsto. Por ejemplo, el desmantelamiento de la central de Yankee Rowe (Massachusetts, EE. UU.) costó unos 450 millones de dólares, en comparación con los 120 millones previstos inicialmente. Aunque hasta ahora han sido pocas las plantas desmanteladas, en los próximos años muchas alcanzarán el final de sus vidas previstas, y deberán ser desmanteladas.
- Según el Secretariado de la Conferencia Internacional de Energías Renovables de 2004, la nuclear es la fuente de energía que menos empleo genera por unidad de energía producida. Menos que cualquier energía renovable.[37] Pero también es cierto que es algo propio de la tecnología, hay más obreros disponibles y además los utilizados son de alta capacidad intelectual con lo cual al ser un sueldo no tan bajo, el PBI tampoco decrece, es decir, que favorece la ocupación intelectual, que es la más elevada de las ocupaciones y poco valorada, gracias a la cual existen las computadoras.
- Está excluida de los mecanismos financieros del Protocolo de Kioto, que impone penalizaciones a las empresas emisoras de gases de efecto invernadero, ya que la energía nuclear los genera de forma indirecta. Esta decisión se concretó en julio de 2001, en la Cumbre de Bonn del Convenio Marco de Protección del Clima.
- Las plantas de energía nuclear no pueden ser aseguradas solo por aseguradoras privadas. En 2005, el importe máximo de un seguro para una planta nuclear en EE. UU. era de 300 millones de dólares. Los costes de un posible accidente nuclear grave podrían ser mucho mayores, por lo que se estableció un fondo (llamado fondo Price-Anderson), que es financiado por las propias empresas, que cubriría cualquier exceso de dichos 300 millones de dólares (en 2006 dicho fondo era de 9500 millones de dólares).[38] En el caso de España, según un borrador del Anteproyecto de Ley de Responsabilidad Civil por Daños Nucleares,[39] que refleja los convenios internacionales que regulan esta actividad, las empresas gestoras de centrales nucleares deben establecer una cobertura de responsabilidad civil por valor de 1200 millones de euros, pero las aseguradoras que operan en el país (al igual que en otros) no disponen de capacidad suficiente para prestar la garantía, por lo que la tarifa eléctrica deberá cubrir dicha garantía para los daños no asegurables, que finalmente resultaría en el pago de una prima al Ministerio de Industria, Turismo y Comercio.[39]
- Según la revista de negocios norteamericana Forbes, "el fracaso del programa nuclear de Estados Unidos se considera como el mayor desastre empresarial en la historia de los negocios".[40]

- El Banco Mundial afirma que "otorgar un préstamo bancario al sector energético requiere una revisión de las políticas, las instituciones y las inversiones del sector. Las centrales nucleares en el sector energético no son económicas; son un enorme despilfarro".[41]

### Recurso no renovable
- El uranio-235 es un recurso limitado. Según los estudios disponibles (como la última edición del Libro Rojo de la Agencia de la Energía Nuclear de la OCDE) las reservas de uranio-235 fisionable, uno de los combustibles de los reactores nucleares, alcanzarán solo para unas pocas décadas más, aun considerando niveles de consumo como los actuales (hoy en día, cincuenta años después de su nacimiento, la energía nuclear cubre tan solo el 7 % de las necesidades energéticas mundiales, mientras que el petróleo alcanza hasta el 80 % en la mayor parte de los casos). Sin embargo existen alternativas al U-235, las cuales han fracasado al implementarse:
  - Usar el plutonio que fue elaborado para la fabricación de armamento en los combustibles MOX con un contenido de entre un 3 y un 10 % de plutonio. La idea ha perdido mucha fuerza luego del accidente de Fukushima debido a que uno de los 3 reactores accidentados, el reactor número 3, era uno de los dos reactores que experimentalmente funcionaban con MOX y resultó ser uno de los que más agravó la situación.
  - Usar el U-238 en reactores rápidos. Los reactores rápidos que se han construido hasta ahora han sido cerrados.

- Su precio también aumenta rápidamente. En 2005 era cinco veces más caro que en 2002.[42] Según el Libro Rojo de la Agencia de la Energía Nuclear de la OCDE, las reservas conocidas y recuperables a un coste inferior a los 80 dólares y a los 130 dólares (por kilogramo de uranio) son de unos 3 y 4 millones de toneladas respectivamente, es decir, menos de la mitad del que se entiende necesario para satisfacer las demandas de la industria nuclear.
  - Hay más uranio en la Naturaleza, pero su coste de extracción sería aún mayor y, lo que es más importante, su obtención será mucho más intensiva en energía fósil, con la consiguiente generación de CO2. Hay estudios que indican que, usando uranio de menas de riqueza inferior a 100 ppm se emite más dióxido de carbono del que se emitiría generando la misma electricidad usando gas natural.[29]

### Existencia de alternativas
- Según los detractores de la energía nuclear, existe una solución eficaz al cambio climático: un modelo energético sostenible cuyo eje fundamental sean las energías limpias (renovables junto con tecnologías de ahorro y eficiencia). Aplicadas en todos los ámbitos -generación de electricidad, transporte, consumo doméstico...- pueden lograr reducir de forma efectiva, las emisiones de CO2. Algunos estudios indican que las inversiones dirigidas a promover la eficiencia energética son siete veces más efectivas que las dirigidas a la energía nuclear a la hora de evitar emisiones de CO2[cita requerida].
- Según algunos grupos la energía nuclear es prescindible. Los casos de Alemania y Suecia (4.º y 9.º consumidores de energía eléctrica de procedencia nuclear a nivel mundial) parecen indicar que, si hay voluntad política, es posible abandonar la energía nuclear al tiempo que se reduce el aumento de las emisiones de CO2 en cumplimiento de las obligaciones contraídas con el Protocolo de Kioto. Este argumento parece estar siendo rebatido por los hechos, ya que en realidad estos países se comienzan a replantear su política de abandono de esta alternativa al no haber encontrado un método de suplir la energía que producían estas instalaciones[cita requerida].
  - Por el contrario, Francia, un país que ha apostado por la energía nuclear para la generación de electricidad (tiene 59 centrales nucleares, y más del 75 % de su electricidad es de origen nuclear) no está cumpliendo con sus compromisos con el Protocolo de Kioto.[43] Está alejándose cada vez más del objetivo acordado (incremento del 0 % para el periodo 2008-2012) y ello es debido fundamentalmente al crecimiento de las emisiones de CO2 en el sector transporte, absolutamente dependiente del petróleo. La solución a la dependencia a los combustibles fósiles, para ciertos grupos, está en otras medidas: como el desarrollo del transporte colectivo, la ordenación del territorio, la gestión ecosocial de la movilidad, el uso de los biocombustibles, un aumento de la eficiencia en los motores, o la promoción de la bicicleta.
- En España, por ejemplo, hay un enorme potencial sin aprovechar en la eficiencia energética y en las energías renovables (según un estudio realizado para Greenpeace por el Instituto de Investigaciones Tecnológicas,[44] en España las renovables podrían cubrir con su máximo desarrollo toda la demanda de energía prevista para el año 2050 y unas 56 veces la demanda de electricidad). En España hay un exceso de potencia eléctrica instalada que permitiría hacerlo sin sufrir problemas de suministro.[45][46] España es el segundo país con mayor potencia renovable instalada del mundo: produjo 53.565 GWh (de los cuales 29.978 provinieron de hidroeléctricas) en el año 2004 frente a 63.153 GWh de producción nuclear en el mismo año.

## Argumentos contra el abandono

### Protección ecológica y contra los gases de efecto invernadero

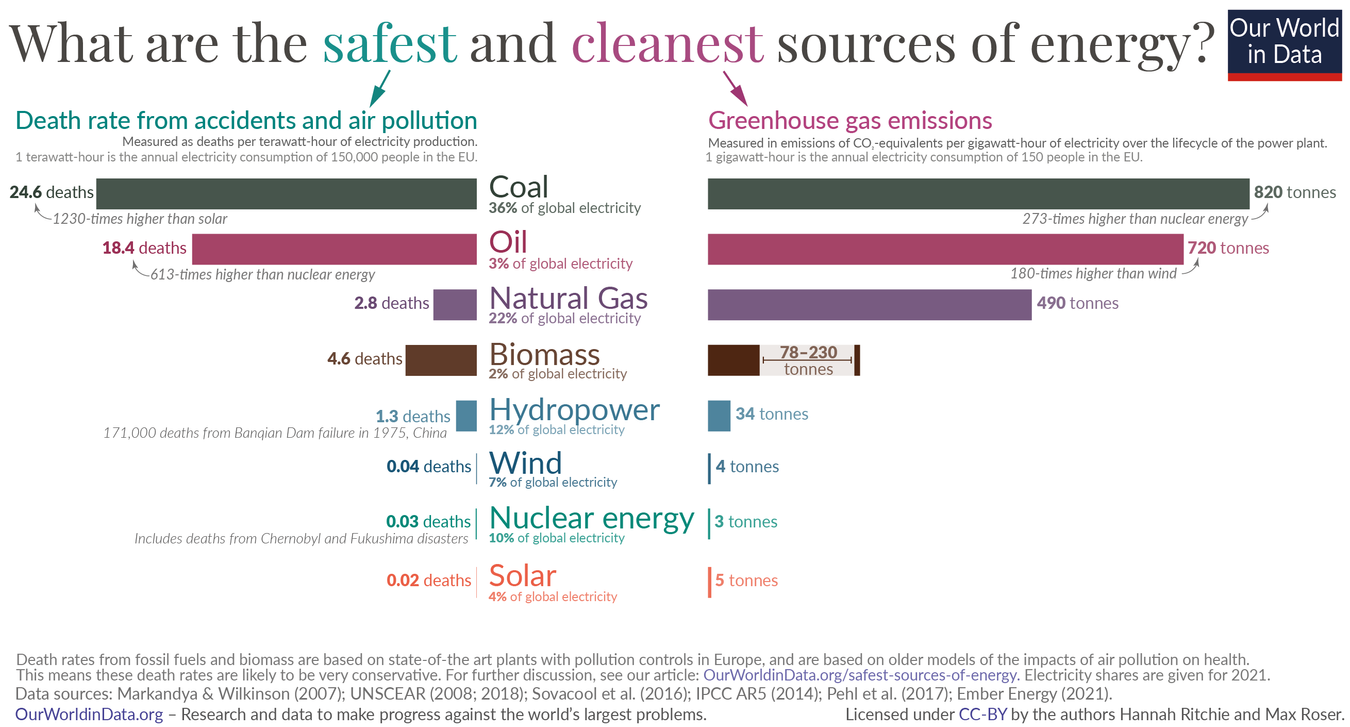

- Recientemente se ha producido un interés renovado en la energía nuclear como solución al agotamiento de las reservas petrolíferas y al calentamiento global ya que la demanda de electricidad está incrementándose y la energía nuclear no genera directamente gases de efecto invernadero, en contraposición a las alternativas habituales tales como el carbón. Sin embargo, la minería, el proceso de uranio, el transporte de piezas y combustible, el desmantelamiento y tratamiento de los residuos sí implican emisiones de gases de efecto invernadero. Según la Asociación Nuclear Mundial las emisiones que proceden del ciclo completo de la vida de una central nuclear son comparables a las de la energía eólica y mucho menores que cualquier otro sistema de generación de electricidad.[47]
- Alemania ha combinado el apagado con una iniciativa para la energía renovable y quiere incrementar la eficiencia de las plantas de energía fósil en un esfuerzo para reducir su dependencia del carbón. De acuerdo con el ministro alemán Jürgen Trittin, en 2020, esto reducirá en un 40 % las emisiones de dióxido de carbono en comparación con los niveles de 1990. Alemania se ha convertido en uno de los líderes en los esfuerzos por cumplir con el protocolo de Kioto. Los críticos con la política alemana han destacado la supuesta contradicción entre abandonar la energía nuclear y las instalaciones de energía renovable, cuando ambas tienen muy bajas emisiones de CO2. Por el momento Alemania es el 4.º país consumidor de energía eléctrica nuclear del mundo.

- También se aduce que los reactores nucleares, así como otros tipos de plantas de energía, elevan la temperatura de los ríos que se utilizan como refrigeración, lo que supone un peligro para la salud de los peces en determinados ecosistemas. Esta amenaza se reduce mediante el uso de torres de refrigeración, que se sitúan en lugares donde el calentamiento adicional se estima inaceptable.

- Todos los residuos radiactivos son clasificados, envasados y almacenados (debido a su peligrosidad), en comparación con otras fuentes como el carbón o el petróleo, cuyos vertidos se emiten directamente al entorno.

- Los residuos nucleares pierden su radiactividad con el paso del tiempo. Después de 50 años, el 99,1 % de la radiación ya ha sido emitida,[48] lo que presenta un fuerte contraste con el arsénico, el azufre y otros elementos químicos que son estables y existirán para siempre, y que son liberados al quemar carbón.[49][50] A pesar de ser muy controvertido, los defensores de la energía nuclear mantienen que la solución del enterramiento para los residuos está muy probada. Así se señala el ejemplo natural de Oklo, reactor nuclear natural, en el que tales residuos han estado almacenados durante aproximadamente 2 mil millones de años con una contaminación mínima del ecosistema circundante. Los residuos nucleares se generan en un volumen pequeño, siendo menos del 1 % de los residuos tóxicos en los países industrializados. En ciertos países el 96 % de los residuos nucleares podrían ser reciclados y reutilizados, si los riesgos adicionales de proliferación fueran aceptables.[51]
- De acuerdo con los grupos antinucleares, los escapes de contaminación radiactiva cuestionan en general la seguridad de las plantas de producción nucleares. También se sostiene que las plantas de energía nuclear son un peligro para la salud. Para conocer estos riesgos todos los operadores de instalaciones nucleares están obligados a efectuar mediciones de radiación en y alrededor de sus emplazamientos así como a informar de todas las partículas y radiación que emiten, debiendo ser certificados por la autoridad reguladora (el CSN en el caso español). Esta práctica es más o menos la misma en todos los países que son miembro del OIEA. En caso de que existan emisiones significativas, esto es por encima de los límites prescritos por la NCRP, y siendo obligatorio para los miembros del OIEA, se debe informar al OIEA y asignársele una calificación INES de 5 o superior, lo cual es muy raro. Todas las instalaciones de los países miembros del OIEA son comprobadas con regularidad. Además todos los operadores están obligados a poner todas las medidas a disposición del público. Como promedio una persona que viva cerca de una planta nuclear recibirá de ella un 1 % del total de radiaciones naturales, lo que se encuentra dentro de los límites de seguridad.[47][52]
  - En Gran Bretaña, estudios llevados a cabo por el Comité sobre Aspectos Médicos de la Radiación en el Medio Ambiente (COMARE, por sus siglas en inglés) en 2003, no hallaron ninguna evidencia de incremento de cáncer infantil alrededor de las plantas nucleares. Sí encontraron un exceso de leucemia y linfomas no hodgkinianos (NHL) cerca de otras instalaciones nucleares entre ellas las plantas de: AWE Burghfield, UKAEA Dounreay y BNFL's Sellafield. El COMARE ha afirmado que es improbable la vinculación con los materiales nucleares, pero admite que "el exceso alrededor de Sellafield y Dounreay no parecen deberse a la casualidad, a pesar de que no hay actualmente ninguna explicación convincente".

### Independencia energética
- Según los partidarios de la energía nuclear, en algunas naciones desarrolladas, como es el caso de España, no existen alternativas viables. En palabras de los franceses: “No tenemos carbón, no tenemos petróleo, no tenemos gas natural, no tenemos elección”. Un estudio de Greenpeace defiende que, en España, las fuentes renovables podrían generar mucha más energía de la que se consume.[44]

- Los críticos con el apagado afirman que la energía producida por las plantas de energía nuclear no podría ser compensada, prediciendo una crisis energética o indicando que únicamente el carbón podría compensar la energía nuclear con el consiguiente incremento de las emisiones de CO2 y el necesario incremento de las importaciones de carbón o de petróleo. La energía nuclear no se ha visto afectada por los embargos internacionales, ya que el mineral de uranio se importa desde países políticamente estables, como Australia o Canadá, a diferencia de los grandes proveedores de petróleo, carbón o gas natural, donde están incluidos países de Oriente Próximo y las nuevas Repúblicas procedentes de la antigua Unión Soviética.

- Además, el Uranium Information Centre defiende que la energía nuclear tiene mejor rendimiento de energía sobre su inversión (EROI en inglés). Realizando un análisis del ciclo de vida, se requieren 5 meses de producción de energía para reembolsar la inversión energética inicial.[53] Los defensores también argumentan que es posible un relativamente rápido incremento del número de instalaciones. Los nuevos diseños de los reactores tienen un período de construcción de tres a cuatro años.[54][55]

### Economía
- Un argumento para los defensores de la energía nuclear es la economía energética. Los defensores de la energía nuclear afirman que se trata de una energía económicamente competitiva y un modo de producir energía amistoso con el entorno, en contraposición a los combustibles fósiles. También afirman que en algunos lugares, especialmente donde las minas de carbón están lejos de las plantas, la energía nuclear es más barata, aunque en otros casos es aproximadamente equivalente o más cara. Las mismas comparaciones pueden hacerse con el gas y con el petróleo [cita requerida].

- Un estudio del Instituto Tecnológico de Massachusetts de 2003[56] concluye que la opción nuclear debería mantenerse porque es una importante fuente de generación eléctrica libre de dióxido de carbono. También indica que, en las condiciones actuales, la energía eléctrica de origen nuclear no es competitiva frente al uso de combustibles fósiles. El estudio indica varias alternativas en las que esta energía sería competitiva frente a la quema de esos combustibles fósiles, por ejemplo cargando un impuesto a las emisiones de gases contaminantes, reduciendo los gastos de construcción en un 25 %, los costes operativos y de mantenimiento en más de un 25 %, acortando los plazos de construcción de las centrales de 5 años (cifra considerada ya "optimista" en el informe) a 4 años o alcanzando un entorno en el que las condiciones de financiación de las nucleares sea equiparable a las de carbón. Según Greenpeace, se requiere unos 7 años de media.[35] Sin embargo los fabricantes de las centrales aseguran que la construcción de las centrales de nueva generación se encuentra en torno a 3-4 años de construcción (p.ej. AP1000 3 años, EPR y CANDU 3.5 años).[54][55]
- Además, según el proyecto europeo Externe, la energía nuclear tiene uno de los más bajos costes externos, es decir costes al medio ambiente y a las personas. No están incluidos en el precio pero son pagados por la sociedad y estarán parcialmente incluidos por el protocolo de Kioto. En el Reino Unido, por ejemplo, los costes externos nucleares, son de un cuarto de céntimo de euro por kWh, lo que es un poco más que para la energía eólica que está tarifada a 0,15 céntimos de euro por kWh, pero considerablemente menos que para el carbón que se sitúa de 4 a 7 céntimos de euro por kWh, para el petróleo (3 a 5 céntimos de euro por kWh), para el gas: 1 a 2 céntimos de euro por kWh y para biomasa: 1 céntimos de euro por kWh. En otras naciones europeas la situación es más o menos similar.[57]
- Además, el coste de muchas energías renovables, se incrementaría si se incluyeran las necesarias fuentes de respaldo dada su naturaleza intermitente. Se ha calculado que la energía eólica, por ejemplo, tiene un coste de tres veces más que la media de la electricidad en Alemania[cita requerida]. Aunque en muchos países la energía nuclear es impopular, en las épocas en la que crecen los precios del petróleo, los argumentos para la energía nuclear vuelven a plantearse.

### Niveles de seguridad
- Los defensores de la energía nuclear mantienen que las plantas de energía nuclear son seguras y están protegidas contra los ataques terroristas o militares. Los edificios de contención están fuertemente reforzados y extremadamente protegidos.

- Estos también sostienen que el accidente de Chernobyl fue un caso único que solo pudo ocurrir por la combinación de un diseño deficiente del reactor y la realización de unas pruebas no autorizadas. Este argumento fue refutado tras el accidente de Fukushima, ante el cual entraron en fusión 3 reactores de una misma central liberando grandes cantidades de radiación. Los reactores del tipo de Chernobyl no poseen edificios de contención que protejan el reactor de ataques exteriores ni a las personas del exterior de posibles accidentes nucleares. Esto es diferente en los reactores occidentales, que son los de diseño más extendido. En el accidente de Three Mile Island no se liberaron cantidades significativas de partículas radiactivas (aunque en realidad se estima que el accidente causó una emisión de gas radiactivo equivalente a 2,5 millones de curios). Esto se debido principalmente a la existencia de la contención del reactor de esta central nuclear, no existente en la central de Chernóbyl. Sin embargo el reactor nuclear de Fukushima si posee muro de contención, lo cual no pudo impedir la liberación a la atmósfera de más de un 10 % de la radiación liberada por el Chernobyl.

- Igualmente remarcan el elevado nivel de seguridad para los trabajadores en esta industria. En los reactores nucleares se produjeron 8 muertes debidas a descargas eléctricas, número significativamente más bajo que los accidentes producidos en la industria del carbón (342), del gas natural (85), o de la hidroeléctrica (883).

## Países que han tomado alguna opción hacia el abandono

### Japón
En julio del 2011, luego de transcurridos varios meses después del accidente de Fukushima el primer ministro de Japón Naoto Kan dio un polémico discurso por la eliminación paulatina de la energía nuclear en su país. Entre sus comentarios se destacan: "Tenemos que luchar por una sociedad que no dependa de la energía nuclear", " La tecnología nuclear no es algo que pueda ser administrada por las medidas de seguridad convencionales". En mayo de 2012, todas las 54 centrales nucleares japonesas permanecían paradas debido a las diferentes revisiones y pruebas de resistencia exigidas por el gobierno.
Para julio de 2022, continúan en operación 33 reactores con una capacidad total 31 679 MW(e), hay 2 más en construcción y 27 permanentemente apagados.

### Bélgica
La legislación Belga de abandono fue aprobada en julio de 1999 por los partidos liberales (VLD y MR), los socialistas (SP.A y PS) y los partidos ecologistas (Groen! y Ecolo). La ley prevé que los siete reactores nucleares del país cierren después de 40 años de operación (que es la vida de diseño de una central nuclear), y prohíbe la construcción de nuevas centrales. Cuando la ley fue aprobada, se especuló acerca del futuro de la misma bajo un gobierno no asociado al partido verde.
En 2003 resultó elegido un nuevo gobierno sin los verdes. En septiembre de 2005 se revocó parcialmente la decisión alargando en 20 años adicionales el periodo de abandono, con la posibilidad de nuevas prórrogas posteriores. Aún se desconoce si se construirán nuevas instalaciones nucleares. La razón que se planteó para revocar la decisión de la parada de los reactores belgas fue la imposibilidad del reemplazo de la electricidad que en este momento se genera mediante centrales nucleares con energías alternativas[cita requerida], siendo las únicas alternativas prácticas el empleo masivo de nuevas centrales térmicas de petróleo o carbón o la compra de electricidad a otros países. La primera de las opciones no parece factible debido a las restricciones que impone el protocolo de Kioto, mientras que la segunda tiene unos costes asociados mayores que la continuación del uso de las propias centrales nucleares belgas.
En julio de 2005 el Bureau Nacional de Planificación publicó un informe que señala que el petróleo y otros combustibles fósiles generan el 90 % de la energía utilizada en el país, mientras que la energía nuclear genera el 9 % y la energía renovable el 1 %. Debe notarse que solo el 19 % de la energía total consumida es eléctrica (el resto se consume en el transporte), y que en ciertas zonas de Bélgica como Flandes la energía nuclear proporciona hasta más del 50 % de la energía eléctrica a los hogares y empresas. Esta fue la principal razón planteada para la extensión del plazo para el abandono de la energía nuclear, ya que era imposible alcanzar el 50 % de la generación de electricidad mediante el uso de energías renovables, y el uso de combustibles fósiles acarrearía la imposibilidad del cumplimiento del protocolo de Kioto.
Se estima que en un lapso de 25 años la energía renovable se incrementará como máximo en un 5 %, debido a los altos costes asociados. El plan actual del gobierno belga prevé el cierre de las plantas nucleares para el 2025. Ese informe creó cierta preocupación en relación con los gases que causan el efecto invernadero y la sostenibilidad del sistema.
En agosto de 2005, el Grupo Suez de Francia ofreció comprar Electrabel de Bélgica, que opera los reactores nucleares. A finales del 2005 Suez poseía el 98.5 % de las acciones de Electrabel. A comienzos del 2006, Suez y Gaz de France anunciaron su fusión.

### Alemania
En 2000.el gobierno alemán, formado por el SPD y la alianza '90/los verdes, anunció oficialmente sus intenciones de abandonar la energía nuclear. Jürgen Trittin (de los verdes alemanes) como Ministro de Medio Ambiente, Conservación de la Naturaleza y Seguridad Nuclear, alcanzó un acuerdo con las compañías de energía para la parada gradual de los 19 reactores nucleares que posee el país, y el cese del uso civil de la energía nuclear para el año 2020. Basado en los cálculos de 32 años del tiempo habitual de operación de los reactores, el acuerdo estipula de forma precisa cuánta energía se permite generar a una planta antes de su cierre.
Los reactores en Stade y Obrigheim fueron cerrados el 14 de noviembre de 2003 y el 11 de mayo de 2005 respectivamente. El comienzo de su desmantelamiento está programado para 2007. No se descarta que los reactores pudieran ser puestos de nuevo en funcionamiento por el recientemente elegido gobierno liderado por el partido Unión Demócrata Cristiana.
Los activistas antinucleares critican el acuerdo puesto que creen que es más una garantía de operación que un abandono de la energía nuclear. También argumentan que el tiempo límite para el abandono de la energía nuclear es demasiado extenso, y que el acuerdo prohíbe solamente la construcción de plantas nucleares comerciales, y no es aplicable a las centrales nucleares de uso científico, que desde entonces han comenzado su operación, ni a las instalaciones para el enriquecimiento de uranio. Más aún, no se prohibió inmediatamente el reprocesado de combustible nuclear, sino que se permitió hasta mediados del 2005.
Una nueva ley para las fuentes de energía renovable creó un nuevo impuesto de apoyo a las energías renovables. El gobierno alemán, que declara que la protección del clima es un asunto clave de su política, anunció un objetivo de reducción de las emisiones de CO2 en un 25 % en comparación con las de 1990. En 1998 el uso de energías renovables alcanzó los 284 PJ de demanda energética primaria, que corresponde a un 5 % de la demanda eléctrica total. Para 2010 el gobierno plantea alcanzar el 10 %.
Los activistas antinucleares argumentan que el gobierno alemán ha apoyado el uso de la energía nuclear dando garantías financieras a los suministradores. También plantean que hasta el momento no existen planes para el almacenamiento final de los residuos nucleares. Y opinan que endureciendo las regulaciones en seguridad e incrementando los impuestos podría haberse forzado un abandono más rápido de la energía nuclear. También se plantea que el cierre se ha realizado a costa de concesiones en cuestiones de seguridad al deber transportar los residuos nucleares a lo largo de toda Alemania. Este punto ha sido desmentido por el ministro de Medio Ambiente, Conservación de la Naturaleza y Seguridad Nuclear.
Los críticos de los planes de abandono de la energía nuclear en Alemania argumentan que las centrales nucleares no podrán ser compensadas, y predicen una crisis energética, o aducen que solo el carbón o el petróleo podrían compensar la energía nuclear, incrementando de forma tremenda las emisiones de CO2. Además deberían crecer las importaciones de electricidad, que se realizarían de forma irónica de energía nuclear generada en Francia o de gas natural ruso, que algunos no perciben como un suministrador seguro.
Debido a los crecientes precios de los combustibles fósiles florecieron discusiones acerca de un abandono del abandono. En las elecciones federales de 2002 el candidato para canciller de la CDU/CSU, Edmund Stoiber, prometió cancelar los planes de abandono de la energía nuclear, en caso de ganar. En las elecciones federales de 2005 ganó Angela Merkel, candidata de la CDU y actual canciller, que ha anunciado negociar con las compañías de energía el tiempo límite para el cierre de los reactores nucleares. La batalla sobre la energía nuclear que fue planteada como un elemento clave en la coalición entre la CDU y el SPD se decidió a favor del abandono.
A principio de 2008, las encuestas muestran una actitud favorable de los alemanes acerca del mantenimiento de la energía nuclear (54 % de los encuestados). La Canciller Merkel afirma que "en cuanto sea posible, hemos de revaluar la decisión de abandonar la energía nuclear".
El 6 de septiembre de 2010 el gobierno alemán puso en práctica el acuerdo alcanzado 8 meses antes con las eléctricas -el 21 de enero de 2010- por el que se revocaba el acuerdo de 2002 -del gobierno socialdemócrata y verdes- de cierre de las 17 centrales nucleares en 2022. El 18 de septiembre se hizo manifiesta la presión popular antinuclear -cien mil personas rodearon el barrio gubernamental de Berlín- ante el gobierno alemán.
El 14 de marzo de 2011, 3 días después del accidente de Fukushima en Japón, la canciller Merkel congeló durante 3 meses la decisión adoptada el 6 de septiembre. El 15 de marzo de 2011 el cierre provisional por 3 meses de las 7 centrales nucleares más antiguas. En ese momento el 71 % de la población estaba a favor del abandono de la energía nuclear.
El 30 de mayo de 2011, a propuesta del gobierno conservador de Merkel, el Bundestag (parlamento alemán) aprobó por amplia mayoría el abandono total de la energía nuclear a más tardar en 2022. El único partido que votó en contra fue Die Linke ya que quería introducir la prohibición de la energía nuclear en la Constitución, como está recogido en la Constitución de Austria.
El grupo Siemens AG anunció el 17 de septiembre de 2011 el abandono total del negocio de la energía nuclear como consecuencia de la catástrofe de Fukushima, en Japón y la aprobación por el Bundestag del apagón nuclear en Alemania para el 2022.

### Italia
El abandono de la energía nuclear en Italia comenzó un año después del accidente de Chernobyl en 1986. Tras un referéndum en 1987 se decidió cerrar las cuatro centrales nucleares de producción eléctrica, cerrándose la última en 1990. Además, la moratoria de construcción de nuevas centrales nucleares, que originalmente tenía efecto de 1987 a 1993, se extendió finalmente de forma indefinida.
Italia es un importador neto de energía primaria, importando todo el petróleo, gas, carbón y electricidad de países extranjeros.
En 2006 Italia es importador de electricidad de generación nuclear, y su mayor empresa eléctrica, Enel, invierte en reactores nucleares en Francia y Eslovaquia para que puedan proveerle de electricidad en el futuro, además de que forman parte del desarrollo de la tecnología del EPR.
El abandono ha supuesto siempre un asunto muy debatido en la política italiana. El Ministro Italiano de Medio Ambiente, Altero Matteoli, anunció en octubre de 2005 el interés del uso de la energía nuclear como fuente principal de energía en unos 10-15 años.[cita requerida]
Sin embargo, en el referéndum de 2011 (12-13 de junio), en el que participó un 57 % de los italianos llamados a las urnas, más de un 95 % de los votantes se pronunció en contra de la construcción de nuevas centrales nucleares. Esto supone en teoría el abandono definitivo. El primer ministro, Silvio Berlusconi, sufrió de este modo un severo revés, al haber invitado al electorado a no votar con el objetivo político de no alcanzar el 50 % del cuórum requerido para que la consulta fuera considerada válida -así lo estipula la Constitución italiana de 1948- y poder sacar adelante contratos millonarios con el gobierno francés. Dicho referéndum se produjo tres meses después del accidente de la central japonesa de Fukushima.

### Países Bajos
En 1994 el Parlamento votó su abandono tras una discusión sobre la gestión de los residuos nucleares. La planta eléctrica en Dodewaard fue apagada en 1997. En 1997 el gobierno decidió finalizar la licencia de operación de la central nuclear de Borssele a finales del 2003.
En 2003 el apagado fue pospuesto por el gobierno conservador hasta 2013.
En 2005 la decisión fue revocada y se inició una investigación sobre la expansión del uso de la energía atómica. Esta revocación fue precedida por la publicación de un reportaje sobre energía sostenible de la CDA (principal partido de la coalición de gobierno, democristiano). Otros partidos políticos la apoyaron en ese momento.
En el 2006 el gobierno decidió que Borssele permanecería abierta hasta el 2033, mientras pueda cumplir con normas de seguridad incrementadas. Los propietarios, Essent y Delta invertirán junto al gobierno 500 millones de euros en energía sostenible, dinero que el gobierno dice que de todos modos deberían haber pagado a los propietarios de las centrales como compensación.

### Filipinas
En Filipinas, en 2004, la presidenta Gloria Macapagal-Arroyo definió su política energética. Quería incrementar las reservas nacionales de petróleo y gas mediante exploraciones, el desarrollo de las fuentes de energía alternativas, reforzar el desarrollo del gas natural como combustible y el coco diésel como combustible alternativo. También el establecimiento de colaboraciones con Arabia Saudí, los países asiáticos, China y Rusia. También hizo públicos sus planes para convertir la Planta de Energía Nuclear de Bataan en una planta alimentada por gas.

### Suecia
Después de la fusión parcial del núcleo de la planta de generación nuclear de Three Mile Island en Estados Unidos en el año 1979, se realizó un referéndum en Suecia en que la gente solo podía votar "No a lo nuclear". Aunque existían 3 soluciones, todas eran básicamente un suave o un duro "No". Después el parlamento sueco decidió en 1980 que no se iba a continuar con las plantas nucleares que debían construirse, y que la retirada progresiva de la energía nuclear debería terminarse para el 2010. Después del Accidente de Chernóbil de 1986 (en la actual Ucrania) el tema de la seguridad de la energía nuclear fue puesto en duda de nuevo. En 1997 el Riksdag, el parlamento sueco, decidió parar uno de los reactores nucleares de Barsebäck el 1 de julio, de 1998 y el segundo antes del primero de julio de 2001, aunque bajo la condición de que su producción de energía fuera compensada. El siguiente gobierno conservador trató de cancelar el proceso de parada de las centrales nucleares, pero su decisión fue revocada debido a las protestas. En cambio decidieron alargar el límite de tiempo de vida de las centrales hasta el 2010. En Barsebäck el grupo 1 fue apagado el 30 de noviembre de 1999, y el grupo 2 el 1 de junio, de 2005.
El proceso de abandono de la energía nuclear en Suecia ha sido controvertido. Algunas personas temen que Suecia pierda su competitividad internacional[cita requerida]. La producción de energía de las restantes plantas nucleares se ha aumentado considerablemente en los últimos años para compensar el cierre de Barsebäck. En 1998, el gobierno decidió no construir más plantas hidroeléctricas para proteger los recursos de agua.
El 25 de julio de 2006 se produjo un fallo eléctrico en el reactor número 1 de la central de Forsmark, incidente clasificado preliminarmente de nivel 2 en la escala INES (escala de 7 niveles) por la autoridad reguladora sueca SKI. Lars-Olov Höglund, exdirector de la central, afirmó que "fue pura suerte que no ocurriese una fusión del núcleo". Otros tres reactores nucleares de idéntico diseño (Forsmark II, Oskarshamns I y Oskarshamns II) fueron apagados el 4 de agosto de 2006 para llevar a cabo una investigación por el organismo regulador. La investigación dio como resultado que eran necesarios cambios en la instalación eléctrica de Forsmark-I, II y Oskarhamns-II. A fecha de 14 de septiembre de 2006 era inminente el rearranque de Oskarshamns-II, y aún no se había sido solicitado permiso para el rearranque de Oskarshamns-I.
En la actualidad, el Gobierno sueco ha revocado la prohibición de construir nuevas centrales nucleares.

### Suiza
En Suiza han realizado muchos referendums en cuanto al tema de la energía nuclear, empezando en 1979 con una iniciativa ciudadana a favor de la seguridad nuclear, la cual fue rechazada.
En este país las centrales nucleares no tienen un límite de vida establecido como se ha hecho en otros países con energía nuclear.

## Otros países
(Véase también Política sobre Energía Nuclear y Lista de reactores nucleares)

### España
En España en 1983 el gobierno socialista promulgó una moratoria nuclear (ya derogada) y se inició la discusión (como en el resto de Europa) sobre qué debía hacerse con la energía nuclear.
En 2005 con un gobierno socialista y ante la subida imparable de los precios de los combustibles fósiles importados se reabrió el debate sobre la necesidad de la energía nuclear.
En el debate sobre el estado de la nación de 2006 el Gobierno español confirmó la decisión de abandonar la energía nuclear.
En 1993 se cerró la central nuclear de Vandellós-I debido a los daños ocasionados en el accidente por un incendio que se había producido el 29 de octubre de 1989. El 30 de abril de 2006 se cerró la central nuclear de Zorita, la más antigua del país. En diciembre de 2012 cesó la actividad en la Santa María de Garoña, a pesar de las intenciones y de las facilidades aportadas por el gobierno del Partido Popular, las eléctricas decidieron dejar que la licencia expirase ante falta de rentabilidad que suponía realizar las mejoras "post-Fukushima. En España quedan 7 reactores nucleares en funcionamiento con una potencia conjunta de 7400 MW y hay 3 reactores inactivos que sumaban una potencia de 1.106 MW.
El gobierno anunció el cierre de la central nuclear de Garoña en 2009. Su vida útil inicialmente finalizaba en el 2011, siendo esta la de construcción más antigua en España tras Zorita.
España busca ahora una ubicación para un Almacén Temporal Centralizado (ATC) de residuos radiactivos de alta actividad, que deberá estar en funcionamiento en el año 2011 (año en que deberá comenzar a albergar el combustible gastado procedente del desmantelamiento de las centrales de Vandellós, Garoña y Zorita). El municipio que acepte albergarlo recibirá 700 millones de euros, 300 puestos de trabajo en construcción y 110 durante su mantenimiento (previsto de 60 años), aparte de las compensaciones contempladas en la legislación vigente (11,5 millones de euros anuales). La fecha de presentación de solicitudes de los municipios comenzó la tercera semana de septiembre. Los 69 municipios integrados en la AMAC (Asociación de Municipios en Áreas de Centrales Nucleares) solicitaron información sobre el ATC. Una noticia del diario gratuito "20 minutos" afirma que de los 9 municipios que se interesaron por la propuesta casi todos han desistido ya tras pulsar la opinión vecinal.

### Irlanda
En 1968 se propuso construir por primera vez una planta nuclear. Debía haberse construido durante los años 70 en Carnsore Point en el Condado de Wexford. El plan preveía inicialmente una sola planta, que posteriormente fueron ampliadas hasta cuatro en el mismo lugar, pero se desistió debido a la fuerte oposición de los grupos medioambientales, e Irlanda ha continuado desde entonces sin energía nuclear. A pesar de la oposición a la energía nuclear (y al reprocesado de combustible nuclear en Sellafield) Irlanda estableció una conexión con Gran Bretaña para comprarle electricidad, la cual es en parte producto de la energía nuclear.

### Austria
El 9 de julio de 1997, el Parlamento Austríaco votó por unanimidad mantener su política nacional antinuclear.

### Francia
Con cifras de 2002, EDF - la mayor compañía francesa de generación y distribución de electricidad, estatal- produce alrededor del 78 % de su electricidad con 58 plantas de energía nuclear. Los sectores críticos han destacado la desproporción de medios suministrados por la energía nuclear con relación a la procedente de la de otros medios - carbón y petróleo importados básicamente -, sin embargo el conjunto de la sociedad francesa acepta la energía nuclear.
Francois Hollande, presidente de Francia desde 2012, pretende reducir la producción de energía nuclear en un tercio durante los próximos 20 años.
Si se pone en práctica plenamente, la idea podría forzar el cierre de hasta 20 de los 58 reactores del país, según la profesora Laurence Tubiana, exasesora del gobierno que el presidente designó como la funcionaria encargada de facilitar un debate nacional, allanando el camino para lo que llaman le transition energetique.
En 2016 Francia cerrará su primera central nuclear, se trata de la Central Nuclear de Fessenheim, que cuenta con una potencia total de 1800 MW.

### Bulgaria
La Central nuclear de Kozloduy posee seis reactores de agua presurizada con una potencia total de 3760 MWe actualmente. Cuatro son viejos reactores VVER-440 V230, considerados peligrosos, y que de acuerdo con un acuerdo de 1993 entre el Banco Europeo para la Reconstrucción y el Desarrollo (BERD) y el gobierno búlgaro debían ser cerrados a finales de 1998. Las Unidades 5 y 6 son reactores VVER-1000 más nuevos.

### Reino Unido
A principios de los 90, creció la preocupación acerca de los efectos de las plantas de energía nuclear sobre el feto humano, cuando se detectó una mayor incidencia de casos de leucemia en las proximidades de alguna de estas plantas. El efecto fue especulativo dado que otros incrementos fueron también encontrados en lugares donde no había plantas nucleares y tampoco todas las plantas registraban incrementos en sus alrededores. Los estudios llevados a cabo por COMARE, Compete on Medical Aspects of Radiation in the Environment (Comisión sobre Aspectos Médicos de la Radiación en el Ambiente) en 2003, no encontraron ninguna evidencia de relación entre la energía nuclear y la leucemia infantil.
Una encuesta de opinión llevada a cabo en 2003 en Gran Bretaña por MORI por cuenta de Greenpeace mostró un respaldo amplio a la energía eólica, con una mayoría a favor de poner fin a la energía nuclear en igualdad de costos. Recientemente, se ha producido una acalorada discusión acerca del despilfarro nuclear. Como reacción se creó en abril de 2005, bajo la Energy Act 2004, la Autoridad para el Desmantelamiento Nuclear (Nuclear Decommissioning Authority) (NDA) para garantizar que 20 emplazamientos nucleares británicos del sector público fueran desmantelados y descontaminados con seguridad y de forma que se protegiera el medio ambiente para las futuras generaciones.
En abril de 2005, los consejeros del primer ministro Británico Tony Blair sugirieron que la construcción de nuevas plantas de energía nuclear sería el mejor modo para cumplir con los objetivos nacionales de reducción de las emisiones de gases responsables del calentamiento global. El gobierno tiene un objetivo a corto plazo para recortar por debajo del 20 % los niveles de 1997 y un recorte más ambicioso del 60 % para 2050. Los críticos a la energía nuclear dicen que esta medida no ayudará a cumplir el objetivo de 2010, debido al largo período necesario para planificar, construir e instalar tales plantas de energía. No obstante, los que respaldan la idea dicen que la energía nuclear ayudará a cumplir el recorte del 60 % para el 2050[cita requerida].

### Eslovenia
En 2003 se cierra su única planta nuclear, ubicada en Krško, decidiéndose no construir nuevas plantas.

### Finlandia
El Parlamento de Finlandia votó el 24 de mayo de 2002 construir su quinta planta de energía nuclear. Como razones se dieron motivaciones económicas, de seguridad energética y ambientales (política climática). Mientras que la generación de energía hidroeléctrica se ve recortada en años de sequía, la energía nuclear suminista volúmenes de energía constantes. Con una demanda creciente (las proyecciones apuntan a la necesidad de 7500 MW de capacidad adicional para 2030) y la necesidad de asegurar un suministro económico fiable para el largo plazo, varios estudios muestran que la energía nuclear es la opción más barata para Finlandia[cita requerida].
Los Verdes abandonaron el gobierno como reacción a esta decisión, con la dimisión de la ministra de Medio Ambiente, Satu Hassi. Otras fuentes ven en la construcción un subsidio encubierto para la poderosa industria papelera finesa, que es una voraz consumidora de energía eléctrica.
El voto se consideró muy significativo en lo que supone la construcción, después de más de una década, de una nueva central nuclear en Europa Occidental. La compañía eléctrica TVO, que pretende explotar el nuevo reactor, consiguió imponer condiciones extremadamente favorables en la construcción del reactor, debido a su importancia estratégica para la industria nuclear: la feroz competencia entre los fabricantes hizo que el precio del proyecto descendiera a 3200 millones de euros (aunque este precio todavía excedía en 700 millones de euros el coste máximo previsto durante el debate político). Areva, la compañía pública francesa que construirá el nuevo reactor, planea actualmente construir uno similar en Francia, aunque su coste será un 25 % más alto que el acordado para Finlandia. Otro hecho a tener en cuenta es que TVO y Areva establecieron un contrato de precio fijo, lo cual implica que si los costes totales exceden los 3200 millones de euros (algo bastante probable dado el nuevo diseño, los ambiciosos plazos y el retraso ya acumulado de 18 meses), Areva deberá cubrir los costes adicionales. Esta y otras razones han llevado a que la Comisión Europea esté investigando la existencia de ayudas estatales ilegales en la financiación del nuevo reactor, según la denuncia de la Federación Europea de Energías Renovables.
A pesar de todas estas ventajas para la compañía TVO, Standard & Poor's modificó la calificación crediticia de TVO de "estable" a "negativa", después de que se anunciara la decisión de construir el nuevo reactor. Según el analista crediticio Andreas Zsiga, de Standard & Poor's, esto "refleja el creciente riesgo financiero y comercial que puede producirse si TVO decide seguir adelante".
Los grupos ecologistas fineses han establecido una página web para suministrar información sobre la construcción de este reactor nuclear: (en inglés)www.olkiluoto.info.
En julio de 2009 el proyecto acumulaba 3 años de retraso.El domingo 16 de abril de 2023, tras 18 años de obras (13 años de retraso sobre el calendario previsto) y un coste final estimado en 11.000 millones de euros (el presupuesto inicial era de 3.000 millones de euros), empezó a suministrar electricidad a la red general el reactor nuclear Olkiluoto 3.

### Rusia
Se han hecho planes para incrementar el número de reactores en funcionamiento de veintinueve a cincuenta y nueve, financiados con la ayuda de préstamos de la Unión Europea. Los viejos reactores serán mantenidos y actualizados, incluidas las unidades RBMK similares al reactor de Chernobyl. En agosto de 2005, Rusia y Finlandia, acordaron la exportación de energía nuclear desde Finlandia hacia Rusia. China y Rusia acordaron estrechar la cooperación en la construcción de plantas nucleares en octubre de 2005.

### Oceanía
Nueva Zelanda promulgó en 1987 la New Zealand Nuclear Free Zone, Disarmament, and Arms Control Act (Acta de 1987 de Zona Libre Nuclear, Desarme y Control de Armas), que prohíbe el estacionamiento de armamento nuclear en el territorio de Nueva Zelanda y la entrada en aguas de Nueva Zelanda de embarcaciones con armamento o propulsión nuclear. Esta Acta del Parlamento, no obstante, no prohíbe la construcción de plantas de energía nuclear.
En Australia no hay ninguna planta nuclear. Australia tiene unas reservas de carbón muy extensas y de bajo costo de extracción, y considerables reservas de gas natural. La mayoría de la opinión política se opone a la energía nuclear doméstica tanto por motivos medioambientales como económicos. Sin embargo, un número de destacados políticos ha empezado a invocar la energía nuclear como un medio asequible de reducir las emisiones contaminantes y tal vez facilitar la instalación de plantas desalinizadoras a gran escala[cita requerida].

### Asia
China e India están actualmente construyendo nuevas plantas de energía nuclear.
En Taiwán, el petróleo supone el 48 % del total de consumo energético. Le sigue el carbón con un 34 %, y, a continuación, la energía nuclear con un 9 %, el gas natural con un 8 % y la energía hidráulica (por debajo del 2 %). La energía nuclear es objeto de controversia y la privatización del mercado energético (con Taipower que es una compañía estatal), que fue inicialmente prevista para 2001, fue pospuesta en el 2002 hasta el 2006. Taipower tiene una capacidad instalada de 31.915 MW, de los cuales el 69 % correspondían a térmicas, 16 % a nucleares y 14 % a hidráulicas. A principios del 2000, fue elegido el gobierno del Partido Progresista Democrático, con las promesas de aprobar para el futuro únicamente proyectos de energía de gas natural licuado, y de incrementar la participación del gas natural licuado en la generación de la energía de Taiwán hasta alcanzar alrededor de la tercera parte del total para 2010. Se intentó detener la construcción en marcha de la planta nuclear de Kungliao de 2.700 MW, pero un tribunal falló que la construcción no podía ser interrumpida.
En Japón, según la situación al año 2005, 55 reactores generan el 30 % de su electricidad. El 80 % de su energía procede de la importación. Desde 1973 la energía nuclear ha constituido una prioridad estratégica nacional.
Con datos al año 2005, Corea del Sur tiene 18 reactores de energía nuclear operativos, y dos más en construcción y previstos para su inauguración en el 2004. Lentamente, la energía renovable, principalmente hidroeléctrica, va ganando cuota de participación.
En Corea del Norte, dos reactores de agua presurizada, en Kumho, estaban en construcción, la cual fue suspendida en noviembre de 2003. El 19 de septiembre de 2005 se comprometió a suspender la construcción de armas nucleares y a permitir las inspecciones internacionales a cambio de ayudas en el sector energético, las cuales incluirían uno o más reactores de agua ligera (El acuerdo decía: "Las otras partes expresaron su respeto y acordaron debatir en el momento adecuado los temas para el suministro de reactor/es de agua ligera").
Irán tiene dos plantas de energía nuclear en construcción y, como cualquier otro país, el derecho legal al enriquecer uranio con fines pacíficos de acuerdo con el Tratado para la No Proliferación de Armas Nucleares. A partir de 2005 los Estados Unidos y la Unión Europea comenzaron a denunciar que el Tratado había sido vulnerado por el programa nuclear secreto que fue descubierto en 2002. Irán afirma que la energía nuclear es necesaria para una población en expansión que ha más que duplicado su número en los últimos veinte años, así como para su creciente industrialización. El país importa de forma habitual gasolina y electricidad, y la combustión en grandes cantidades de petróleo fósil daña de forma drástica el medio ambiente iraní. Irán cuestiona que no se le permita la diversificación de sus fuentes de energía, especialmente cuando existe el temor de que sus campos petrolíferos pudieran estar agotándose[cita requerida]. Además, reivindica que su petróleo debiera utilizarse para obtener productos de alto valor, y no simplemente en la conversión en electricidad. Irán también expone cuestiones financieras, reclamando que el desarrollo del exceso de capacidad en su industria petrolera podría costar 40 mil millones de dólares, solo para el pago de las plantas energéticas. La dotación de elementos para energía nuclear costaría solo una parte de esta cifra, si se tiene en consideración sus abundantes recursos accesibles de mineral de uranio.
En julio de 2000, el gobierno de Turquía decidió no construir una controvertida planta nuclear en Akkuyu.

### Estados Unidos
En los Estados Unidos, la explotación se inició cuando el presidente Dwight D. Eisenhower inauguró la central nuclear de Shippingport el 26 de mayo de 1958 como parte de su programa Átomos para la Paz. El Reactor de Shippingport fue la primera planta de energía nuclear construida en los Estados Unidos.
En 2004 en los Estados Unidos, había 69 reactores comerciales de agua presurizada y 35 de vapor de agua con unidades autorizadas a funcionar en total, 104 produciendo un total de 97.400 MW, que, aproximadamente, representa el 20 % del total de consumo eléctrico nacional. Los Estados Unidos son el mayor proveedor mundial comercial de energía nuclear.
Varias plantas nucleares de Estados Unidos se han cerrado con antelación a sus vidas previstas de funcionamiento, incluyendo las plantas de Rancho Seco en 1989 en California, San Onofre Unit 1 en 1992 en California (las unidades 2 y 3 siguen funcionando), Zion en 1998 en Illinois y Trojan en 1992 en Oregón. No obstante, un gran número de plantas han recibido recientemente una prórroga de 20 años para sus períodos de vigencia autorizados.
En los EE. UU.,

con datos de 2005, ninguna planta nuclear ha sido encargada sin la subsiguiente cancelación durante veinte años. Sin embargo, el 22 de septiembre de 2005 se anunció que dos nuevos emplazamientos habían sido seleccionados para recibir nuevos reactores de energía (con exclusión del nuevo reactor programado para INL) - ver Programa de Energía Nuclear 2010, y otros dos equipamientos tenían planes para nuevos reactores. También había una instalación para un permiso anterior en Exelon's Clinton Nuclear en Clinton, Illinois para instalar otro reactor así como un rearranque de un reactor en la planta nuclear de la Tennessee Valley Authority Browns Ferry.
El 17 de febrero de 2010 el presidente Barack Obama anunció la construcción de 2 nuevas centrales nucleares en el estado de Georgia, las primeras en construirse en Estados Unidos en 30 años, con lo cual este país reinicia su apuesta por la energía nuclear.

### México
En México tras una época en la que se pensó en dejar de hacer uso de la energía nuclear se decidió finalmente en 2007 por repotenciar la central nuclear Laguna Verde, la cual cuenta con 2 reactores de 683MW cada uno, tras la repotenciación los reactores aumentaran su producción a 817MW cada uno. El 14 de mayo de 2010 la secretaría de energía Georgina Kessel anunció que México contempla plenamente el desarrollo de la energía nuclear en su matriz energética como una alternativa para desincentivar el uso de combustibles fósiles y aumentar la generación de electricidad limpia. El director de proyectos de la CFE (Comisión Federal de Electricidad) reveló los 4 escenarios que México contempla: Uno que descarta el uso de la energía nuclear y en substitución la construcción de 14 centrales de carbón entre 2019 y 2028; otro que implica la construcción de dos centrales nucleares que entrarían en operación en 2027 y 2028 además de límites al uso del carbón y del gas natural, a la vez del aumento del uso de la energía eólica; un tercer escenario que descarta el empleo del carbón y limita la construcción de nuevas plantas de ciclo combinado a gas, permitiendo así construir 6 plantas nucleares que empezarían a operar entre 2024 y 2028; y un cuarto escenario, que descarta el uso del carbón, impone límites a los ciclos combinados e incluye 10 plantas nucleares que estarían operando entre los años 2022 y 2028.

### América del Sur
En Argentina existen tres plantas de energía nuclear, dos en la localidad de Lima, Provincia de Buenos Aires, y otra en Embalse, Provincia de Córdoba.
En Brasil, la energía nuclear, producida por dos reactores en la Angra, proporciona alrededor del 4 % de la electricidad del país - en torno a 13 000 GWh por año.
Informaciones periodísticas (I semestre 2006) señalan que ambos países están considerando concluir las centrales que estaban con su cronograma de construcción desacelerado.

### África
En África, Sudáfrica es el único país que tiene una planta de energía nuclear y está localizada en Koeberg.

## Revisión
Varios países, en su mayoría europeos, se plantearon el abandono del uso de la energía nuclear a partir de 1987. Austria (1978), Suecia (1980) e Italia (1987) votaron en referéndum la oposición o el abandono de la energía nuclear. Entre los países que no tienen plantas nucleares y han prohibido la construcción de nuevas plantas se incluyen Australia, Austria, Dinamarca, Grecia, Irlanda y Noruega (este último tiene dos reactores de investigación). Polonia detuvo la construcción de un reactor. Bélgica, Alemania, Holanda, España y Suecia decidieron no construir nuevos reactores o tienen intenciones de abandonar la energía nuclear, aunque en su mayoría todavía dependen en mayor o menor medida de ella. Suiza tuvo una moratoria para el cese de construcción de plantas nucleares durante 10 años, pero en referéndum en 2003 se decidió no renovarla.
El parlamento de Finlandia aprobó en 2002 la construcción de una quinta central nuclear. Esta fue la primera decisión tomada en este sentido en una década en Europa Occidental.
Si los países abandonan la energía nuclear, deberán encontrar alternativas para la generación de energía, si no desean depender de la importación de combustibles fósiles (en su mayoría procedentes de países inestables políticamente). Por esta razón, las discusiones de un futuro abandono suelen estar ligadas a discusiones sobre el desarrollo de las energías renovables. Entre las alternativas a la energía nuclear más discutidas se encuentran la hidroeléctrica, la energía eólica, la energía solar y la biomasa. También los combustibles fósiles podrían ser considerados si la tecnología existente fuera mejorada para no producir efectos contaminantes.
En 2009, el Parlamento Europeo se pronunció a favor de la energía nuclear.